# Villa Gustafsberg
Villa Gustafsberg är en historisk trävilla på Runsala i Åbo i det finländska landskapet Egentliga Finland. Byggnaden blev färdig år 1884 som sommarvilla för handelsrådet Gustaf Albert Petrelius. Numera ägs byggnaden och tomten av Åbo stad. Staden hyr ut tomten till en privat aktör.

## Historia och arkitektur
Efter att den ryska kejsaren överlämnade Runsala ön till Åbo stad i mitten av 1800-talet började man bygga vackra villor på ön. Villa Gustafsberg blev färdig år 1884 och ritades av arkitekt Hugo Neuman.
Villa Gustafsbergs timmerhus är klätt med brädor och fasaden är målad vit med rosa detaljer. Den 300 kvadratmeter stora trävillan ligger på en 8 000 kvadratmeter stor tomt. Villan är känd för sina dekorativa lövsågade detaljer och träkonstruktioner. Byggnadens verandafönster är dekorerade med färgat glas.